# Avril 1912

## Événements
- Premier numéro du quotidien bolchevik Pravda (« la Vérité ») à Saint-Pétersbourg. 40 000 exemplaires en 1913.
- Avril - mai : la flotte italienne débarque un corps expéditionnaire dans le Dodécanèse.

- 1er avril : le gouvernement fédéral remet au Québec l’Ungava (le Nouveau-Québec).
- 4 avril :  L’Italie s’empare de Rhodes.
- 10 avril : 
  - le RMS Titanic, le plus grand paquebot du monde, quitte Southampton pour commencer sa traversée inaugurale.
  - le gouvernement du Reich annonce le vote de la nouvelle loi navale.
- 11 avril : loi donnant le Home Rule à l’Irlande, exécutoire en 1914 malgré l’opposition des Lords. Menace de guerre civile. Les loyalistes se regroupent dans l’association paramilitaire des Volontaires d’Ulster (Ulster Volunteers).
- 12 avril (?) : expulsion des Ambans et militaires chinois hors du Tibet par les forces tibétaines.
- 13 avril :
  - France : l'ingénieur François Denhaut présente un hydravion à flotteurs muni d'une coque résistante aux chocs avec l'eau.
  - Création du Royal Flying Corps au Royaume-Uni;
  - vol Paris-Londres avec passagers de Maurice Prévost.
- 14 avril : à 23 h 40, le RMS Titanic heurte un iceberg à 750 kilomètres au large de Terre-Neuve.

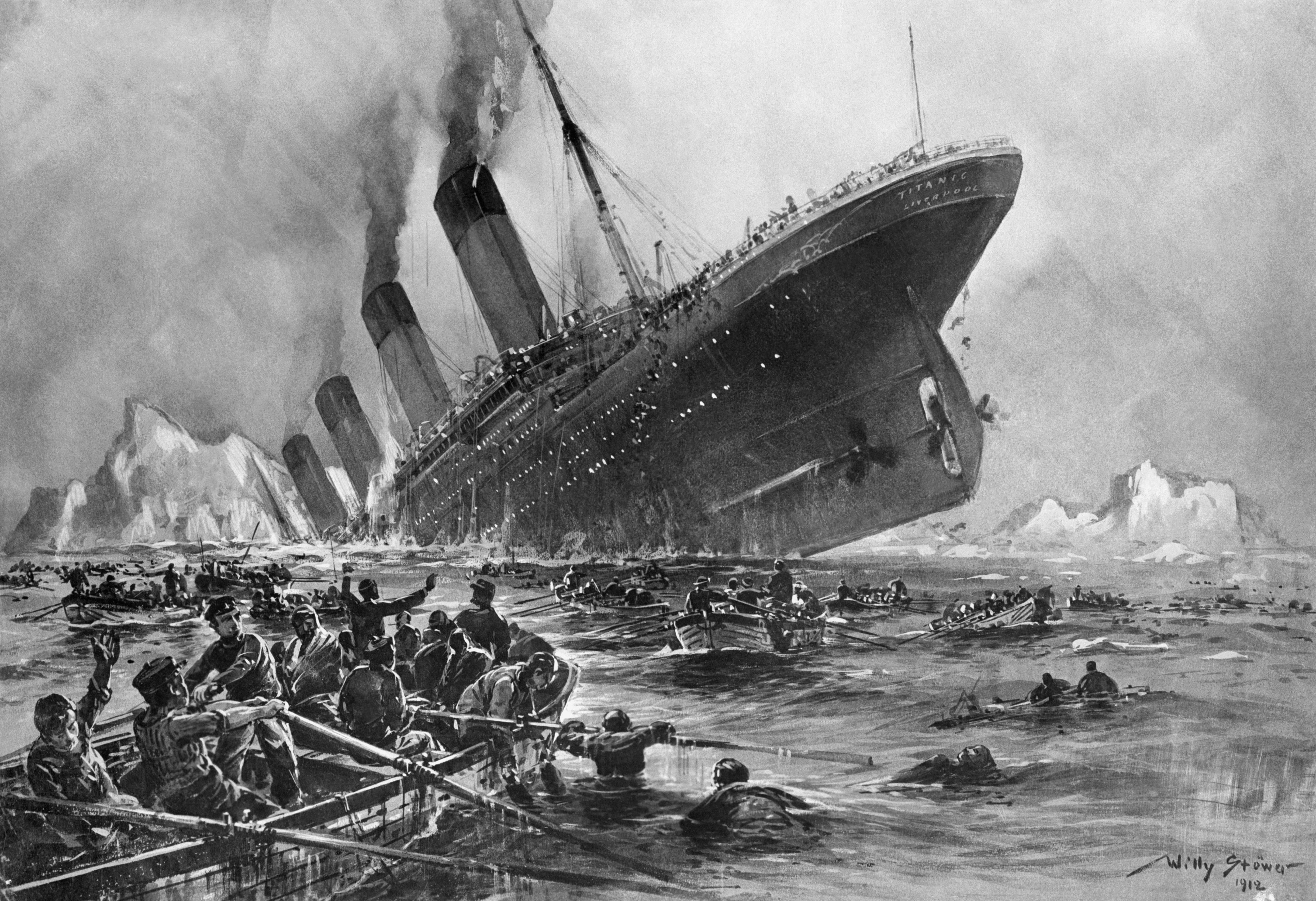
Naufrage du Titanic dans la nuit du 14 avril et 15 avril 1912. Dessin de Willy Stöwer sur la catastrophe.

- 15 avril : à 2 h 20, le RMS Titanic coule.
  - Lors de sa traversée inaugurale, le Titanic, qui relie Southampton à New York, alors le plus grand paquebot du monde, heurte un iceberg au large de Terre-Neuve. Le bloc de glace crée des voies d'eau, à tribord en dessous de la ligne de flottaison. Malgré le travail des pompes, le bâtiment coule en deux heures quarante. Environ 2 200 personnes se trouvaient à bord, mais les canots de sauvetage ne pouvaient accueillir que 1 178 passagers. Les femmes et les enfants sont privilégiés pour l'embarquement dans les canots, et 18 des 20 canots sont correctement mis à la mer, dont la plupart ne sont pas remplis à pleine capacité. Environ 1 500 personnes périssent dans les eaux glacées et les rescapés sont recueillis par le Carpathia quelques heures après le naufrage.
  - Les corps non réclamés sont enterrés dans des cimetières à Halifax.
- 16 avril : l'Américaine Harriet Quimby, première femme parvenant à traverser la Manche en solo. Elle vole sur un « Blériot ».
- 16 - 19 avril : insurrection de Fès réprimée par le général Moinier[1].
- 17 avril : Massacre de la Léna. Répression d’une manifestation des ouvriers des mines d’or de Sibérie (200 morts).
- 18 avril : le Carpathia, qui a recueilli trois jours auparavant les 711 rescapés du RMS Titanic, arrive à New York.
- 27 avril : « Coupe Deutsch de la Meurthe ». Le Français Tabuteau remporte l'épreuve en parcourant 200 km en 1 heure, 47 minutes et 48 secondes.
- 27 - 28 avril : siège de la bande à Bonnot et mort de son chef le lendemain à Choisy-le-Roi.
- 28 avril : Hubert Lyautey est nommé par décret résident général de France au Maroc[2].
- 29 avril : élection générale au Yukon.
- 30 avril :
  - Le Cavalier bleu, almanach conçu par Wassily Kandinsky, Franz Marc et August Macke.
  - Le studio de cinéma américain Universal Pictures voit le jour.

## Naissances
- 2 avril : John Marlyn, auteur († 16 novembre 2005).
- 4 avril : Guillaume Driessens, coureur cycliste et directeur sportif belge († 15 juin 2006).
- 8 avril : Sonja Henie, patineuse artistique et actrice norvégienne († 12 octobre 1969).
- 14 avril : Robert Doisneau, photographe français († 1er avril 1994).
- 15 avril : Kim Il-sung, premier dirigeant de la Corée du Nord et titulaire du titre de Président Éternel († 8 juillet 1994).
- 26 avril : A. E. van Vogt, écrivain canadien de science-fiction († 26 janvier 2000).

## Décès
- 15 avril
  - Hudson Allison (ainsi que sa femme Bess et sa fille Lorraine), courtier de banque canadien, victime du naufrage du Titanic (° 9 décembre 1881).
  - Thomas Andrews, architecte du Titanic, victime du naufrage du Titanic (° 7 février 1873).
  - John Jacob Astor IV, homme d'affaires américain, victime du naufrage du Titanic (° 13 juillet 1864).
  - Archibald Willingham Butt, militaire américain et conseiller du Président William Taft, victime du naufrage du Titanic (° 26 septembre 1865).
  - Thomas Byles, prêtre britannique, victime du naufrage du Titanic (° 26 février 1870).
  - Jacques Heath Futrelle, écrivain américain, victime du naufrage du Titanic (° 9 avril 1875).
  - Benjamin Guggenheim, magnat du cuivre américain, victime du naufrage du Titanic (° 26 octobre 1865).
  - Henry Birkhardt Harris, producteur de théâtre américain, victime du naufrage du Titanic (° 1er décembre 1866).
  - Wallace Henry Hartley (ainsi que ses sept collègues d'orchestre), chef d'orchestre du Titanic, victime du naufrage du Titanic (° 2 juin 1878).
  - Charles Melville Hays, magnat du chemin de fer, président du Grand Trunk Railway, américain, victime du naufrage du Titanic (° 16 mai 1856).
  - Francis David Millet, peintre et écrivain américain, victime du naufrage du Titanic (° 3 novembre 1846).
  - James Paul Moody, sixième officier du Titanic, victime du naufrage du Titanic (° 21 août 1887).
  - William McMaster Murdoch, premier officier du Titanic, victime du naufrage du Titanic (° 28 février 1873).
  - Edward John Smith, Commandant du Titanic, victime du naufrage du Titanic (° 27 janvier 1850).
  - William Thomas Stead, journaliste et écrivain britannique, victime du naufrage du Titanic (° 5 juillet 1849).
  - Isidor Straus (ainsi que sa femme Ida), homme d'affaires et homme politique américain, victime du naufrage du Titanic (° 6 février 1845).
  - John Borland Thayer, magnat du chemin de fer américain, victime du naufrage du Titanic (° 21 avril 1862).
  - George Dunton Widener, magnat du chemin de fer américain, victime du naufrage du Titanic (° 16 juin 1861).
  - Henry Tingle Wilde, Commandant en second du Titanic, victime du naufrage du Titanic (° 21 septembre 1872).
  - Charles Duane Williams, avocat américain en Suisse et fondateur de la Fédération internationale de tennis, victime du naufrage du Titanic (° 11 août 1860).
- 21 avril : Bram Stoker, écrivain irlandais auteur de Dracula.